# إدوارد روبنسون (لاعب كريكت)
إدوارد روبنسون (27 ديسمبر 1862 - 3 سبتمبر 1942) (بالإنجليزية: Edward Robinson)‏ هو لاعب كريكت بريطاني وبريطاني (وحمل سابقاً جنسية المملكة المتحدة لبريطانيا العظمى وأيرلندا).